# Вадарці
Вадарці (словен. Vadarci) — поселення в общині Пуцонці, Помурський регіон, Словенія. Висота над рівнем моря: 236,9 м.